# Adenosma
Adenosma es un género con 51 especies de plantas de flores perteneciente a la familia Scrophulariaceae o según algunos a la familia Plantaginaceae. 

## Especies seleccionadas
- Adenosma affinis
- Adenosma africana
- Adenosma annamense
- Adenosma balsamea
- Adenosma bilabiata